# Hôtel (9 rue de la Lamproie, Tours)
Pour les articles homonymes, voir Hôtel (homonymie).
L'hôtel est un hôtel particulier situé à Tours dans le Vieux-Tours, au 9 rue de la Lamproie. Le monument fait l’objet d’une inscription au titre des monuments historiques depuis 1948.